# Буров, Константин Михайлович
Буров Константин Михайлович (25 мая 1915, Петроград — 14 января 1985, Москва), художник книги, теоретик книжного искусства, заслуженный работник культуры РСФСР, член Союза журналистов СССР, Союза художников СССР, графической секции Всесоюзного общества любителей книги (ВОК), был на протяжении более тридцати лет одним из активнейших деятелей советского книгоиздания.

## Биография
К. М. Буров родился в Петрограде, в семье рабочего-путиловца. С 1921 года жил с матерью в подмосковном городе Истре. Окончил Редакционно-издательский техникум ОГИЗа (1935) и отделение художеств книги Вечернего редакционно-издательского института повышения квалификации работников ОГИЗа (1941). Работая в Сельхозгизе (1935—1945), прошел путь от технического редактора до заведующего отделом художественного оформления. Был заместителем главного художника Гослитиздата (1945—1958), главным художником Главиздата Министерства культуры СССР (1958—1961), издательств «Советский писатель» (1961—1970) и «Художественная литература» (1970—1975).
Выступая с конца 30-х годов как художник книги, оформил около двухсот изданий — в основном произведений классиков русской, советской и зарубежной литературы. С 1950 года опубликовал более ста статей, посвященных практике и теории книгоиздания, истории и актуальным вопросам советского книжного искусства, творчеству художников книги разных поколений.
Вел большую общественную работу. В 1958 году явился одним из организаторов первого Всесоюзного конкурса искусства книги и вплоть до кончины был в числе руководителей и непременных членов жюри ряда из них (в 1954 году — в КНР, в 1958, 1965 и 1971 годах — в ГДР, в 1958 году — в СФРЮ, в 1969—1970 годах — в ВНР, в 1969 году — в ЧССР). С 1968 года — член редколлегии международного журнала «Интерпрогрессграфик». Член художественного совета Госкомиздата СССР и художественных советов нескольких центральных издательств. Активист Всесоюзного общества любителей книги (ВОК) и один из руководителей Клуба любителей книги ЦДРИ.
Отмечен государственными наградами, а также медалями и дипломами многих советских и зарубежных конкурсов и выставок. После кончины К. М. Бурова, согласно его пожеланию, его вдовой Еленой Вадимовной Зеленковой, была безвозмездно передана коллекция печатных обложек в Музей книги Государственной библиотеки СССР им. В. И. Ленина. Среди этих работ произведения А. Н. Бенуа, Н. В. Ильина, М. В. Добужинского, Б. М. Кустодиева, Д. И. Митрохина, Н. И. Альтмана, В. А. Милашевского, А. И. Кравченко, А. П. Могилевского, Л.С Хижинского Архивная копия от 9 марта 2016 на Wayback Machine, С. М. Пожарского, П. А. Алякринского, М. А. Кирнарского, И. Ф. Рерберга, С. Б. Телингатера, и др.
В 1983 году состоялась выставка обложек из коллекции К. М. Бурова Доме Художников на Малой Грузинской. В конце 1986 года в Государственной библиотеке им. В. И. Ленина была так же организована выставка обложек из коллекции К. М. Бурова.